# Modelová železnice

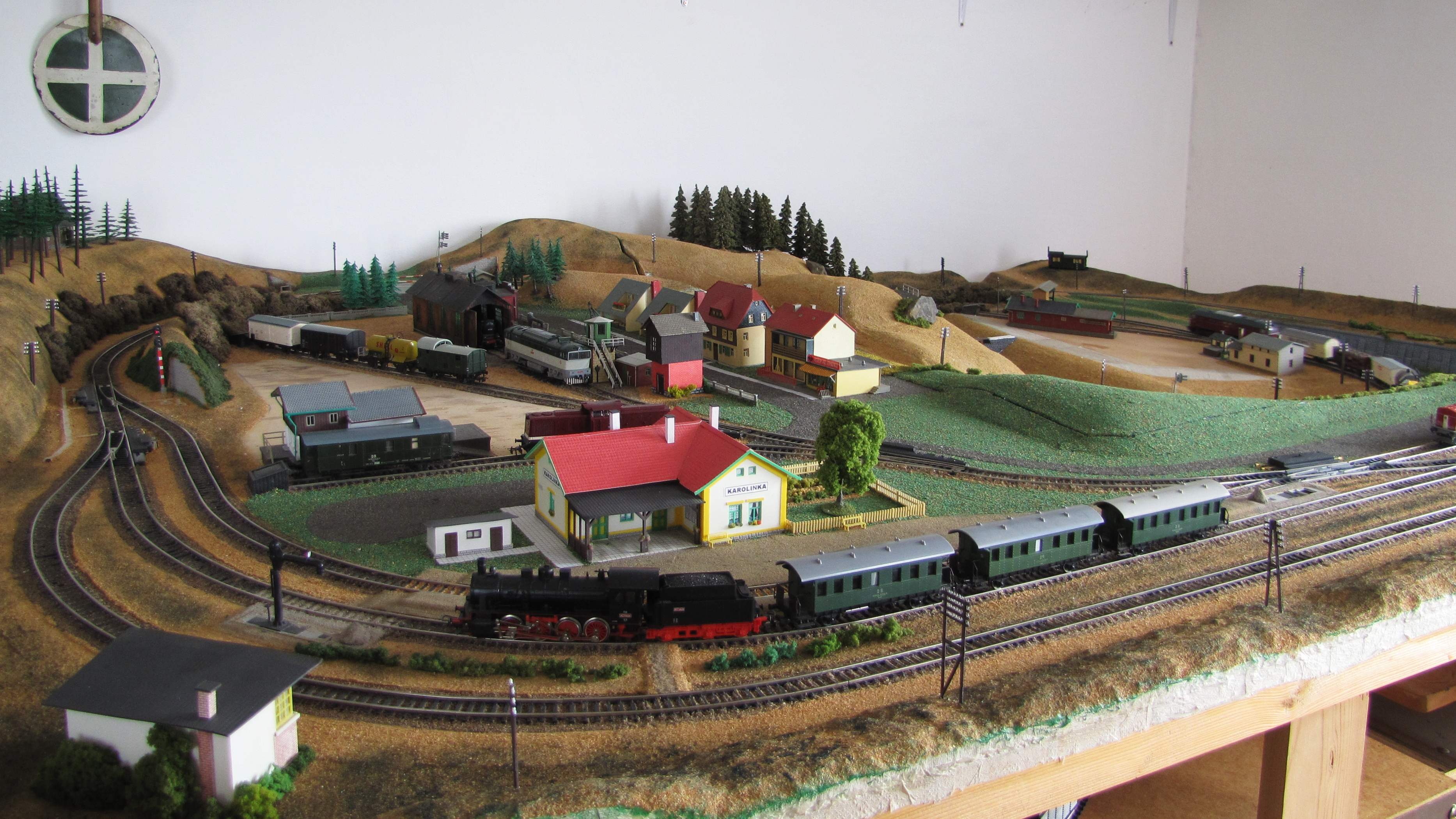
Modelová železnice v měřítku H0 v kyjovském muzeu Stavědlo

Modelová železnice je ztvárněním skutečné železnice a jejího okolí do zmenšeného modelu. Zpočátku se modely vyráběly jen podomácku, ale poměrně brzy se výroba modelů stala součástí výrobního programu řady firem.

## Idea
Vychází se z aktuální skutečnosti, z plánů a náčrtů současných i historických, z fotografií a dalších záznamů, a ve větší nebo menší míře se do výroby modelu zapojuje i fantazie modeláře. Kvůli rozsáhlosti rozměrů se některé prvky dále zkracují, nebo používají pouze v symbolické délce či množství. Díky spojení jednotlivých modelových prvků v jeden celek se vytváří dojem ucelené krajiny – vzniká modelová krajina. Do ní se umísťují jednotlivé funkční prvky železniční, případně i jiné dopravy. Kvalitní model je zasazen co nejdůsledněji do určité roční doby a především železniční epochy a umožňuje i co nejvěrnější napodobení železničního provozu typického pro toto období. Jelikož železniční modelářství je náročné hlavně na prostor, který zabírá právě modelové kolejiště, vzniká proto spolková činnost v klubech železničních modelářů.

## Měřítka modelové železnice v Evropě

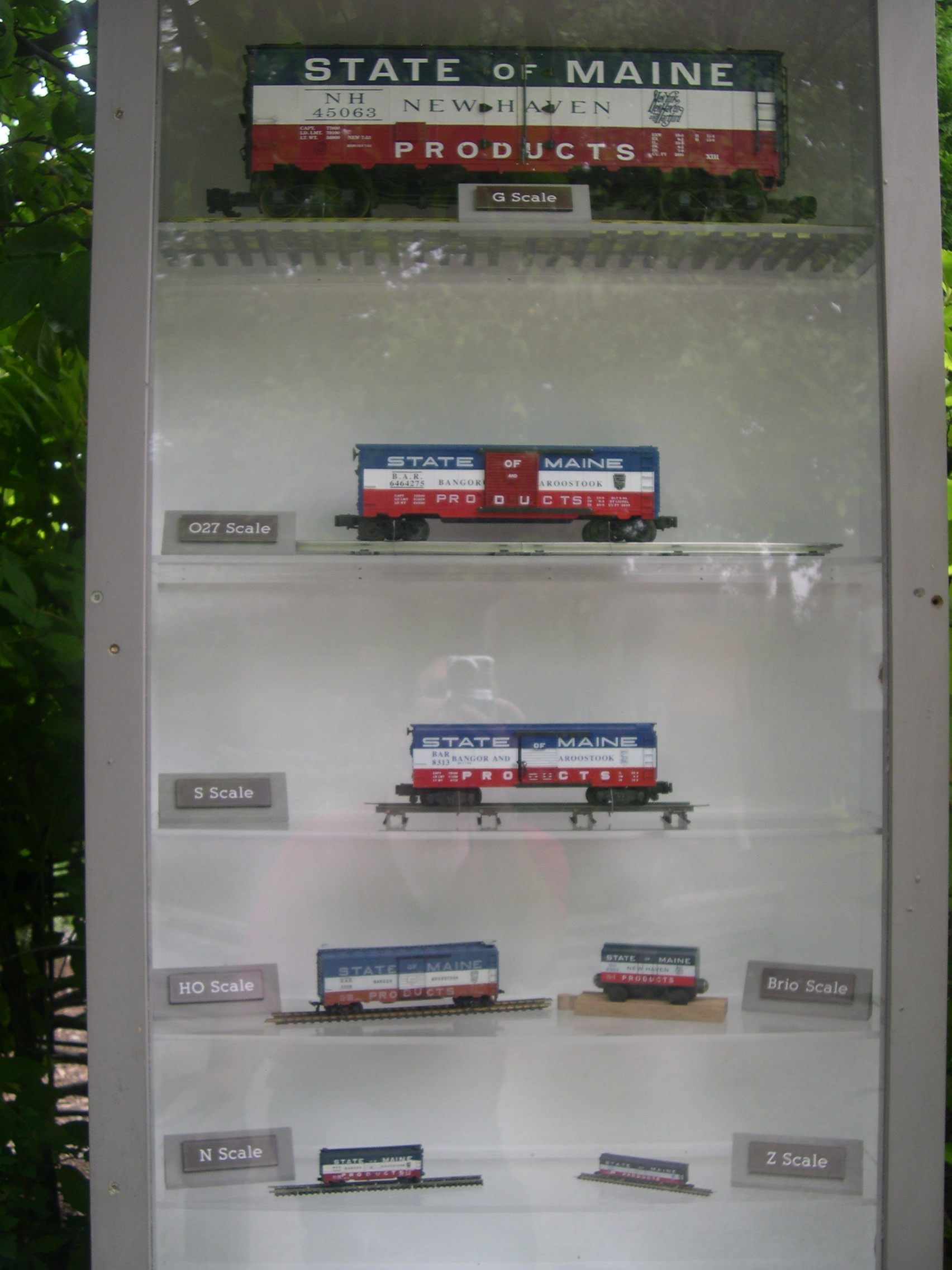
Demonstrace rozchodů ve stylu sbírky hmyzu

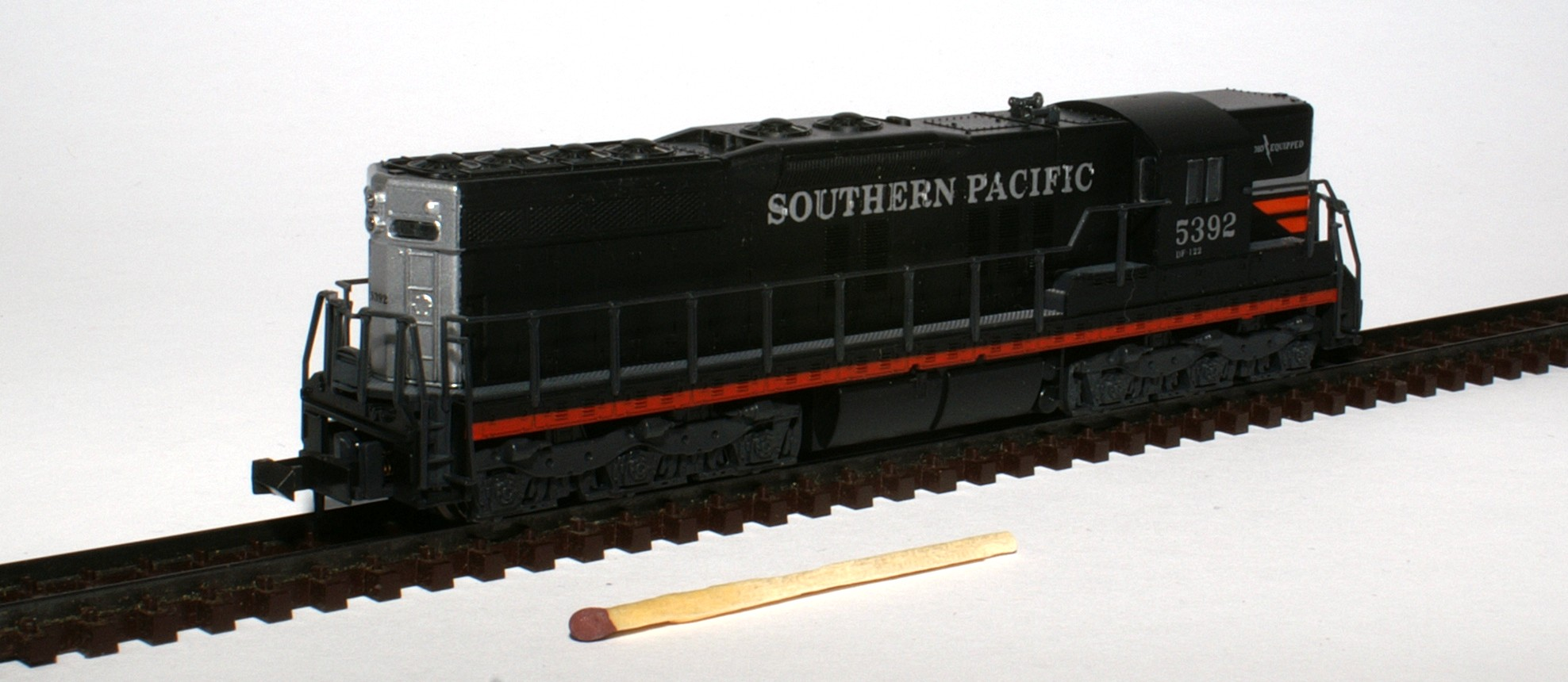
Model americké lokomotivy – velikost N

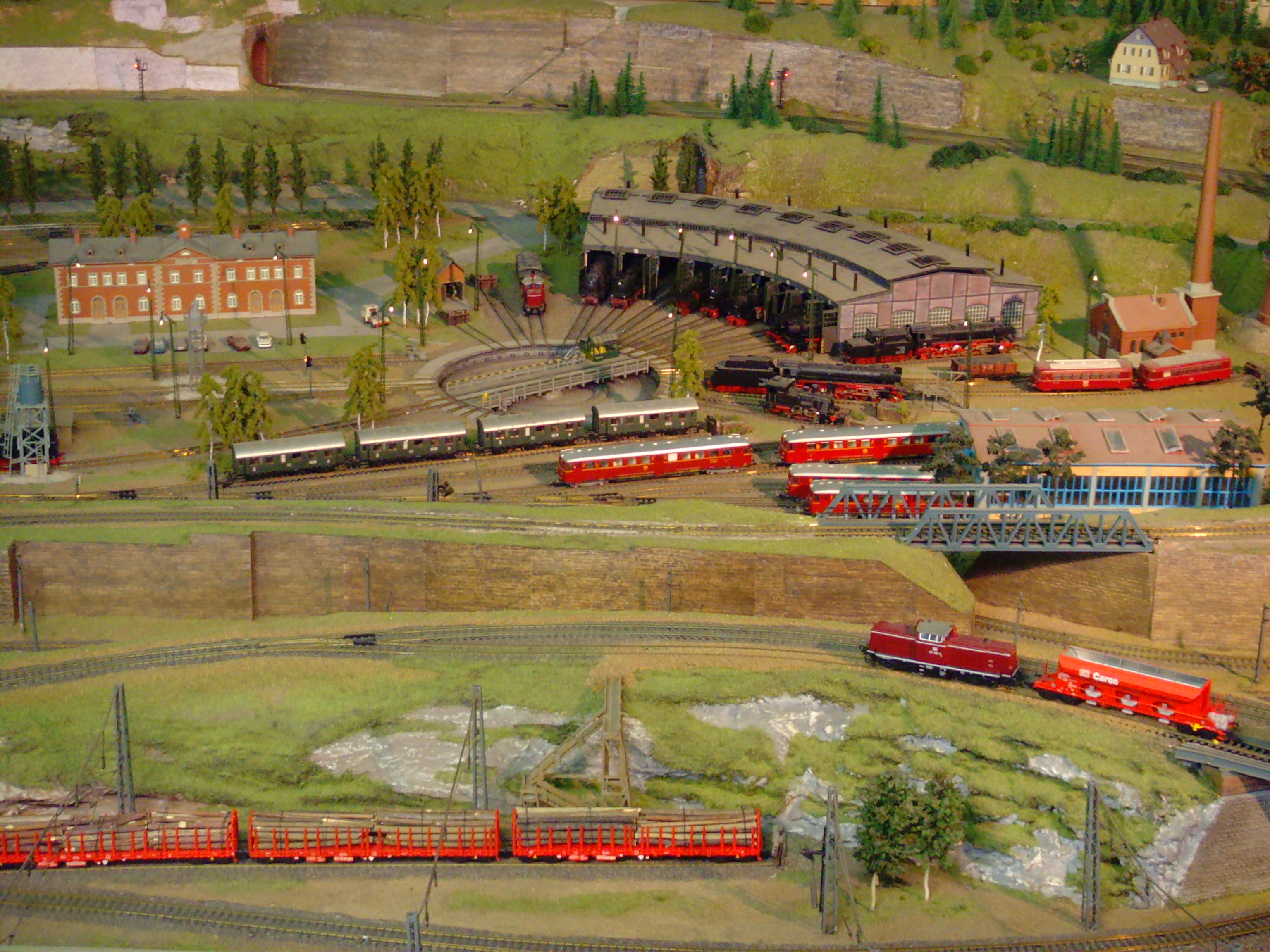
Model v Muzeu dopravy v Karlsruhe – velikost H0

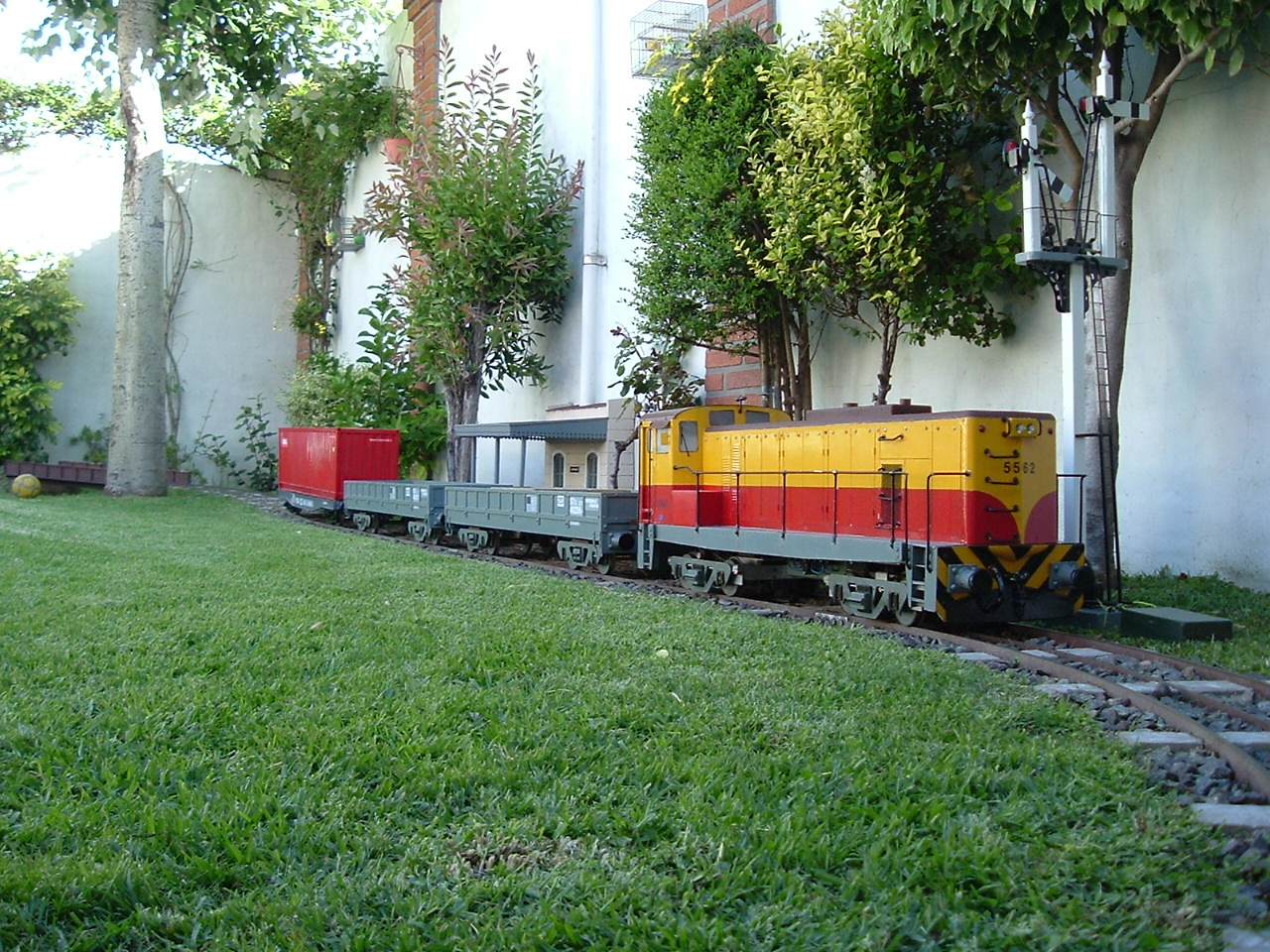
Zahradní železnice

Během vývoje vznikla řada velikostí modelové železnice. Nejběžněji používané jsou následující:
| velikost          | měřítko zmenšení | rozchod kolejí | porovnání s velikostí člověka |
| ----------------- | ---------------- | -------------- | ----------------------------- |
| skutečná velikost | 1 : 1            | 1435 mm        |                               |
| Z                 | 1 : 220          | 6,5 mm         |                               |
| N                 | 1 : 160          | 9 mm           |                               |
| TT                | 1 : 120          | 12 mm          |                               |
| H0 „há nula“      | 1 : 87           | 16,5 mm        |                               |
| S                 | 1 : 64           | 22,5 mm        |                               |
| 0 „nula“          | 1 : 45           | 32 mm          |                               |
| I „jedna“         | 1 : 32           | 45 mm          |                               |
| II „dva“          | 1 : 22,5         | 64 mm          |                               |

V posledních několika letech přibyla další velikost „T“ (nezaměňovat s TT). Je v měřítku 1:450 a má rozchod 3 mm (0,118 in). Rozšířila se z Japonska. Aby bylo vůbec možné dosáhnout nějakou smysluplnou adhezi, jsou kola zmagnetizovaná.
V některých zemích světa jsou zvyklostně měřítka a rozchody rozdílné oproti normám, platícím pro ČR. Ve Velké Británii a USA jsou běžná měřítka vycházející ze snadného přepočtu palců a stop – např. velikost 00, vlaky v měřítku 1:76 na kolejích o rozchodu 16,5 mm (H0). Neobvyklý systém má také Japonsko, které pro rozchod N používá měřítko zmenšení 1:148, kromě vlaků Šinkansen, které jsou modelovány 1:160.
Kromě kolejí normálního rozchodu má každé měřítko také přiřazeny menší rozchody, představující provoz na úzkorozchodných železnicích. Tyto užší rozchody jsou označeny přidanými písmeny „m“, „e“ a „f“ za název měřítka (například Nm, H0e, TTf apod.) a pro snazší modelování s využitím existujícího výrobního programu kolejiva obvykle přebírají rozchod menších měřítek. Pro nejběžnější velikosti v Evropě jsou rozchody úzkých měřítek tyto:
| velikost | normální rozchod (1250–1700 mm) | úzký rozchod „m“ (850–1250 mm) | úzký rozchod „e“ (650–850 mm) | úzký rozchod „f“ (400–650 mm) |
| -------- | ------------------------------- | ------------------------------ | ----------------------------- | ----------------------------- |
| N        | 9 mm                            | 6,5 mm                         | není standardně vyráběno      | není standardně vyráběno      |
| TT       | 12 mm                           | 9 mm                           | 6,5 mm                        | není standardně vyráběno      |
| H0       | 16,5 mm                         | 12 mm                          | 9 mm                          | 6,5 mm                        |
| 0        | 32 mm                           | 22,5 mm                        | 16,5 mm                       | 12 mm                         |

### Úzký rozchod 0m

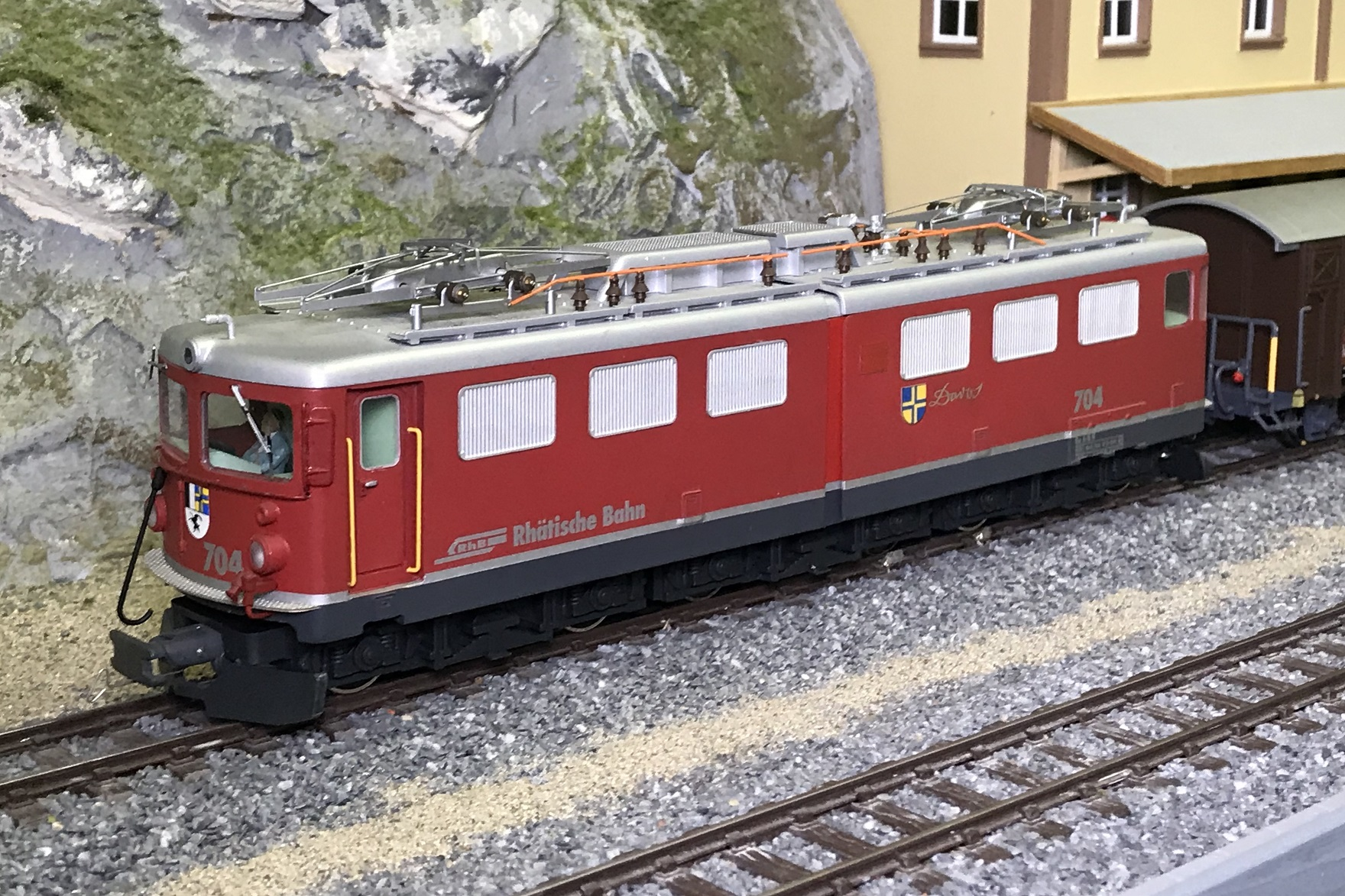
Rozchod 0m (rozchod 0-22.5) Model Ge 6/6 II 704 RhB

Rozchod 0m (rozchod 0-22,5) spojuje prototypové rozchody 850 až 1250 mm a s ním i metrový rozchod v modelu. To platí pro modelovou železnici v měřítku 1:43,4 i 1:45. Modeláři metrových železnic obvykle používají rozchod 0m s modelovým rozchodem 22,5 mm. Výchozím bodem jsou normy NEM vypracované na konci 50. let 20. století s ohledem na rozchod 0 m. Ve francouzsky mluvícím světě, kde se stále používá hlavně měřítko 1:43,5, existuje několik běžných přidružených modelových měřítek mezi 22,0 mm a 23,0 mm. Většinou se však i zde používá modelový rozchod 22,5 mm.

## Výrobci železničních modelů
Nejvýznamnějšími výrobci železničních modelů v České republice ve velikosti 0 jsou společnosti Merkurtoys a ETS, v ostatních velikostech pak MTB model, Igra Model, Bramos, ČStrain, Albatros model.
V Evropě jsou nejvýznamnějšími výrobci Artitec(Holandsko),Roco-Fleischmann(Německo,Rakousko,Slovensko), Märklin-Trix-LGB (Německo),Piko (Německo), Brawa (Německo), Tillig (Německo), Kleinbahn (Rakousko), Bachmann-Liliput, Hornby (sdružující značky Arnold, Electrotren, Jouef, Lima, Rivarossi), ACME (Itálie), Dekas (Dánsko), PMT, Gutzold (Německo), Lemke-Hobbytrain (Německo),  Kuehn, Exact-train (Holandsko), Albert Modell (Maďarsko), Mini TrainS (Německo), Heris, Jeco (Švédsko). 
Nejvýznamnějším výrobcem modelové železnice v Japonsku je firma Kato.

## Typy modelových kolejišť

### Panelová
Jedná se o kolejiště umístěná na jednom pevném panelu. Ten se obvykle skládá z rámu, a na něm položených rovinách pro pokládku kolejnic (mohou být ve více patrech nad sebou) po kterých je vedena trať. Rám může být vícedílný pro snadnější stěhování, avšak s častým převozem kolejiště se nepočítá. Panel funguje jako uzavřený funkční celek, obvykle není zamýšleno mechanické ani elektrické napojení na jiné tratě mimo panel.

### Segmentová
Kolejiště se skládá z několika segmentů. Segmenty se napojují přes rozhraní, které není univerzální, kolejiště tak umožňuje pouze jednu možnost sestavení. Výhodou jsou menší rozměry dílů (pro snazší manipulací) i možnost záměny segmentů v budoucnu. Často se používá, není-li v domácnosti stálý prostor pro kolejiště.

### Modulová

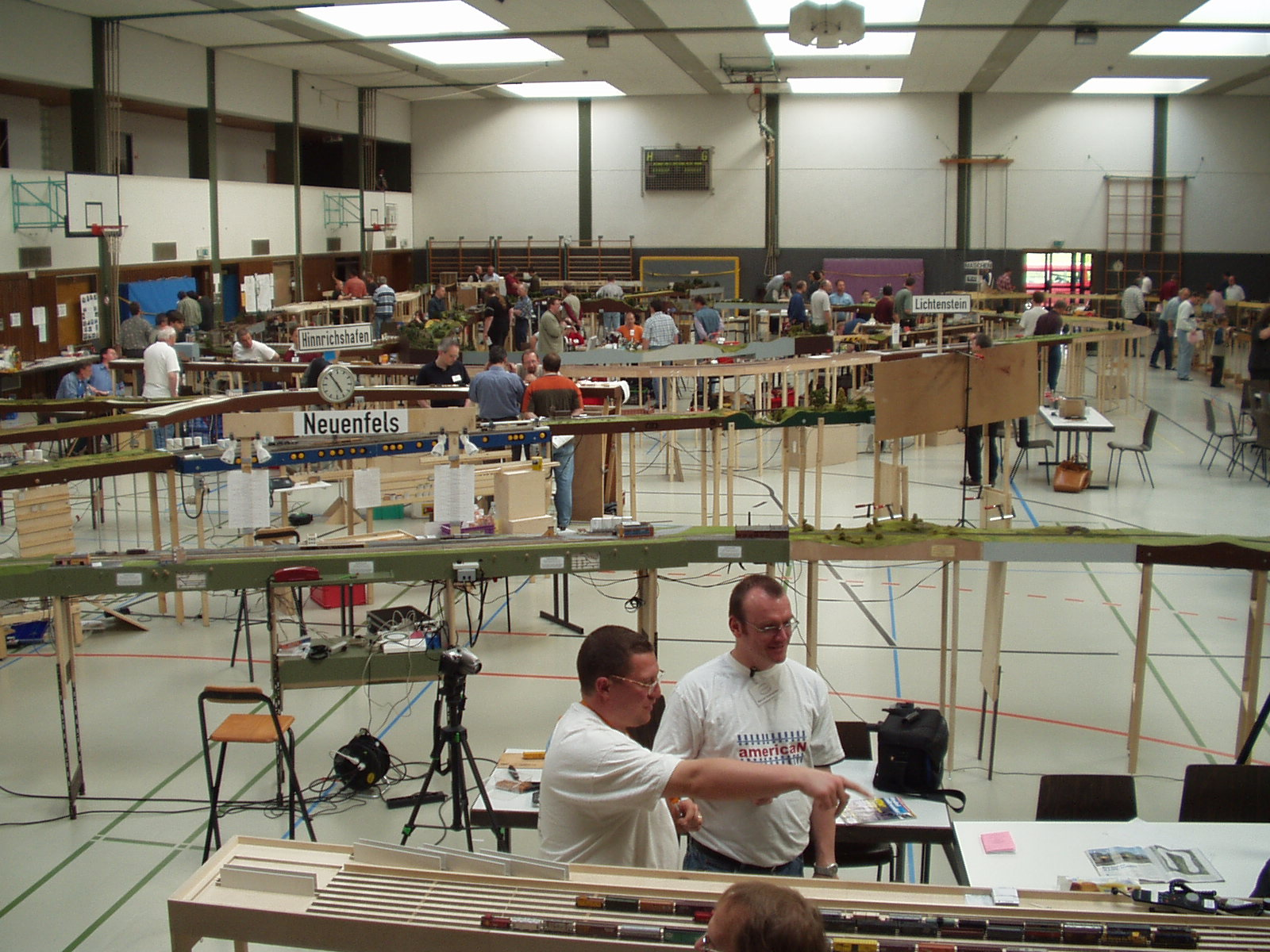
Výroční konference FREMO 2003 v Calw

Modulová kolejiště se skládají z většího množství modulů s normovanými čely. To dovoluje jejich záměnu a stavbu nejrůznějších „layoutů“ (kolejových plánů). Modulová kolejiště staví nejčastěji členové klubů železničního modelářství a pořádají modulová setkání, obvykle ve větších prostorách (haly, tělocvičny), ve kterých staví modely rozsáhlejších částí modelové železniční sítě.
Standardní modulová rozhraní se používají zejména u modulů širé tratě, a přípojných modulů nádraží. Samotná nádraží jsou pro možnost převozu autem také složena z více dílů, ale mezi sebou nemají standardizované rozhraní – mohou být používány pouze v celcích, které se v češtině nazývá „soumodulí“.
Stavitelé modulů často používají pro modely přísnější pravidla, než povolují normy NEM – například vyžadují na větší poloměry oblouků či modelovější podobu výhybek, než jsou používány na menších domácích kolejištích.
Modulová kolejiště jsou řízena digitálně, běžně se po tratích pohybuje až několik desítek vlaků současně.
Jednotlivé typy kolejišť lze mezi sebou kombinovat (například mít doma moduly, které modelář vozí na setkání, a k tomu připojené segmenty nádraží pro domácí ježdění, které by nesplnilo přísnější klubová pravidla, či k panelovému kolejišti připojit další segmenty).

## Skrytá nádraží
Jednou z věcí, která výrazně odlišuje železniční model od jeho skutečné předlohy, je existence skrytých nádraží. Skutečná železniční síť je, až na výjimky, velmi rozsáhlá, a model tedy obvykle zachycuje pouze její malou část – několik kilometrů tratě a několik nádraží.
Má-li kolejiště splňovat nároky na modelovost, musí mít část, která v modelu zjednodušeně a na menší ploše zastupuje „zbytek železniční sítě“. Tato část se nazývá skryté nádraží (SN). Na panelových kolejištích se obvykle umisťuje do prostorů skrytých zrakům diváků (tunely, spodní patra kolejiště), na modulových kolejištích jsou to obvykle koncová nádraží se zjednodušeným zhlavím bez vymodelované krajiny.
SN slouží hlavně k uchovávání souprav, které zrovna nejsou ve viditelné části, k optickému prodloužení jízdy vlaků (vlak na čas zastaví v SN v tunelu – zdá se, že jede delší dobu), k otáčení vlaků při simulaci jízdy vlaku "odněkud někam" (skutečné vlaky, jsou-li tvořeny jako souprava lokomotivy s vozy, obvykle jezdí v jednom směru s opačným pořadím vagonů než v druhém).
Jelikož SN slouží pouze jako technické zázemí kolejiště, je snahou modelářů minimalizovat jeho náročnost na prostor a finance, proto se často používají řešení, která se na skutečné železnici běžně nevyskytují – například nahrazení zhlaví (výhybek rozvětvujících trať na staniční koleje) úspornější přesuvnou točnou či flexi kolejí.
U malých, přesto však na modelovost provozu náročných kolejišť často dochází ke zdánlivému paradoxu, kdy je skryté nádraží větší a provozně složitější, než celá viditelná část kolejiště.

## Flexibilní výhybka
Železniční modeláři, podobně jako stavitelé skutečné železnice, mohou mít v některých případech potřebu tvarově upravit standardní výhybky. Důvodem bývá nejčastěji nedostatek prostoru, nebo směrové poměry ve zhlaví stanice. K tomu může být výhodné upravit obyčejnou výhybku (která má jednu větev přímou a jednu obloukovou) na výhybku obloukovou. Tomuto procesu se říká transformace výhybky, jednoduše řečeno se jedná o ohnutí výhybky. Ohnutím přímé větve výhybky směrem od odbočky vznikne oblouková výhybka oboustranná, ohnutím přímé směrem k odbočné větvi vznikne oblouková výhybka jednostranná.

## Ovládací elektronika
- elektronika řídící pohyb lokomotiv po kolejišti
- elektronika ostatní – pro přehazování výhybek, návěstidel, zvedání závor, svícení v domech a ostatní
- digitální řídicí systémy

### Elektronika řídící pohyb lokomotiv po kolejišti

Sběrač proudu umístěný mezi nápravami kol

Lokomotivy bývají vybaveny jako hnací jednotkou malým cca 12 V motorkem na stejnosměrný nebo střídavý proud. Jako příklad pohonu střídavým proudem lze uvést kolejiště typu M firmy Märklin, která používá sběrač proudu umístěný mezi nápravami kol. Lokomotivy na stejnosměrný proud v sobě nemívají vlastní spínač – její pohyb je řízen proudem v kolejích. V kolejnicích je proud pouze tehdy, pokud je zapnut ovládáním kolejiště. Běžný je dvoukolejnicový nebo tříkolejnicový systém. V lokomotivě dvoukolejnicového systému, která má nejméně dvě vodivá kola (jedno pro +, druhé pro −), je z těchto kol uvnitř lokomotivy proud sbírán kartáčky (vodivé proužky plechu), které proud vedou až k motorku, který hřídelí pohybuje koly a rozpohybuje lokomotivu. V tříkolejnicovém systému jsou sběrače na kolech jedné strany a ve střední ližině.
Směr pohybu stejnosměrné lokomotivy je ovlivňován polaritou elektrického proudu v kolejích. Proud je do kolejnic pouštěn ze zdroje, kterým bývá transformátor s regulací a mění polaritu u stejnosměrného elektrického proudu. Změna polarity slouží ke změně směru jízdy lokomotiv. Změna plynulá – elektrické napětí se začne snižovat na 0 V, poté se zase začne zpět zvyšovat, ale v opačné polaritě. Snižování a zvyšování napětí v koleji imituje reálný pohyb vlaku – vlak se nezastaví na místě, ale brzdí postupně. Lepší výsledky ovládání vlaku vykazuje tzv. pulzní regulace – je to ve skutečnosti pulzně-šířková modulace (PWM). U ní je napětí konstantní (obvykle 12 V), rychlost se reguluje elektronicky změnou šířky impulzů. Dosahuje se tak mnohem lepší simulace jízdy nízkými rychlostmi.
V lokomotivě může být elektrický proud využíván mj. i k rozsvěcení malých LED, zastupujících světlomety.

### Elektronika ostatní
Ostatní elektronika slouží např. k přestavování („přehazování“) výhybek (každý přestavník výhybky má v sobě elektromagnet nebo servomotor), zvedání a spouštění závor, ovládání světelných nebo mechanických návěstidel (nesprávně nebo zast. „semaforů“), imitaci osvětlení budov, ulic atd.
Ve většině případů je používán střídavý proud o stálém napětí, kromě případů, kdy je používáno digitální řízení (viz následující část).

### Digitální řídicí systémy

Schéma zapojení DCC

S příchodem miniaturních elektronických součástek a jednočipových procesorů za minimální cenu se do řízení modelové železnice začala prosazovat digitalizace. Princip digitálního řízení spočívá v přenosu povelů jednotlivým vozidlům (a též příslušenství) pomocí kódů, které jsou přidány jako střídavá složka do napájecího napětí. Řídicí systém je tvořen centrální řídicí jednotkou, která přijímá povely od ručních ovladačů a případně i od jiných vstupních zařízení (například PC), dále zesilovače signálu, vedení k vozidlům a příslušenství (2 kolejnice) a jednotlivých vozidel a ovládaného příslušenství, které jsou vybaveny tzv. dekodéry. Signály z řídicí jednotky jsou zasílány všem přijímajícím zařízením současně. Aby zařízení reagovalo pouze na signály, které jsou mu určeny, má přidělenu tzv. adresu, každé zařízení má jinou. Protože při provozu na kolejích dochází k rušení, řídicí jednotka periodicky opakuje všem zařízením všechny aktuálně platné povely tak, aby je zařízení v případě špatného příjmu mohla přijmout co nejdříve.
Výhody oproti standardnímu (analogovému řízení):
- Možnost provozovat více modelů na kolejišti bez nutnosti oddělovat vozidla izolovanými úseky
- Zjednodušení kabeláže kolejiště – stačí principiálně pouze 2 vodiče, v praxi se odděluje ovládání modelů a příslušenství
- Možnost použití počítače jako ovládacího panelu
- Pokročilé ovládání modelů, jako například jízda na přípřeži, nezávislé ovládání světel, rozpřahování přímo lokomotivou
- Možnost naprogramování realistického chování modelu (plynulé zrychlování a zpomalování, přesně regulovaný režim pomalé jízdy)

Nevýhody:
- Vyšší počáteční investice do systému
- Každý model je třeba vybavit dekodérem
- Větší nároky na dobré elektrické vlastnosti modelu (odrušení, sběr proudu)

Standardizace: Jedním z nejrozšířenějších systémů se stal DCC standardizovaný americkou asociací NMRA. Prodávané modely nyní zpravidla obsahují buď rovnou DCC dekodér, nebo jsou vybaveny jedním z konektorů podle norem NMRA.

## Přehled epoch modelové železnice v České republice, značení dle NEM 805CZ
V oblasti železničního modelářství bylo mezinárodně dohodnuto rozdělit vývoj železnice do epoch, které jde vyznačit technickým vývojem a změnami společenských struktur. Vývoj železnic se pro potřeby železničního modelářství z tohoto hlediska rozděluje do šesti epoch, které jsou v každé zemi podobně, ale ne zcela stejně ohraničeny. Epochy nacházejí své uplatnění nejen ve zobrazení modelu trati, např. ve stavebním stylu, návěštění atd., ale zejména ve stavbě, laku a popisu modelů vozidel. U modelové železnice se očekává, že všechny její složky včetně nasazení vozidel budou odpovídat s ohledem na stavební motivaci určité epoše. Tovární modely jsou zpravidla označeny číslem epochy, do které patří.
Jednotlivé epochy jsou označovány římskými číslicemi. Epochy od sebe nejsou ostře odděleny, ale pozvolna se mezi sebou prolínají. Pro jemnější rozdělení časových období lze pak epochy rozdělovat na jednotlivé periody, zachycující méně významné změny v drážním provozu, barevném značení atd. Periody se značí posloupností malých písmen abecedy, počínaje „a“.
Lidé, kteří železnici a železničnímu modelářství nerozumí, často nechápou, že železnice existuje přes 200 let a za tu dobu se spousta věcí mnohokrát změnila. Proto železniční modeláři staví modely vždy jen pro konkrétní období, pro jednu ze šesti epoch, aby to tak nějak zapadalo do sebe. Značná část modelů je historických, nemodelují se jen železnice současné. Na řadě kolejišť se dělají tematická ježdění pro různé epochy. Fajnšmekři jezdí třeba určitý konkrétní rok. Proto je pro modeláře naprosto zásadní vědět, jak železnice v ten který rok přesně vypadala, jaká tam jezdila vozidla, jak byla tato vozidla natřena a označena, jak jezdila rychle. Epochy modelové železnice jsou po železniční modelářství naprosto klíčovou otázkou, proto se o nich tento článek zmiňuje již od roku 2007. Pokud chtějí laici pochopit, co jsou to modelové epochy, udělají nejlépe, když navštíví některé modelové kolejiště, například v Praze-Podbabě.

### I. epocha do roku 1921
Epocha výstavby železnic od počátku až po dokončení souvislé sítě tratí.

#### perioda Ia do 1858
Vznik prvních teritoriálních drah, které daly základ pro vznik pozdější souvislé sítě. Postupný rozvoj architektury lokomotiv – v podstatě kusová výroba jednotlivých typů.
- 1839 6. června zahájení provozu na trati Vídeň-Břeclav
- 1841 na konferenci v Birminghamu domluveno, že návěst volno bude v noci bílé světlo, stůj červené a pomalu zelené
- 1842 stanovena rychlost vlaků nákladních 23 km/h a osobních 38 km/h
- 1850 Zahájeno používání třaskavek
- 1852 Zahájena výroba vagonů v továrně Ringhoffer na Smíchově.

#### perioda Ib 1858–1880
Spojení jednotlivých soukromých drah do souvislé sítě hlavních tratí. První sjednocování stavby vozidel, což umožňovalo přechod vozidel z jedné dráhy na druhou (rozteč nárazníků). Zavádění krytých stanovišť strojvedoucího. 
- 1871 vládní nařízení rakouské vlády pro jednotný návěstní řád
- 1873 krach na vídeňské burze – ukončení výstavby hlavních tratí.

#### perioda Ic 1880–1891
Stavba lehkých vozidel pro místní dráhy včetně parních motorových vozů. 
- 1880 zákon o místních drahách. Zahájena rozsáhlá výstavba lokálek.
- 1882 vznik kkStB
- 1884 vznik Generálního ředitelství kkStB – první typizace staveb.
- 1885 Vydán jednotný výkres nátěrů osobních, služebních a poštovních vozů, který sjednocoval nátěry na barvu zelenou. Krycí lišty oplechování byly černé a plochy příslušné k jednotlivým třídám byly orámovány linkami v barvě žluté pro první třídu, světle zelené pro druhou třídu a červené pro třetí třídu. Stejně bylo stínováno nové označení tříd římskými číslicemi. Pro třetí třídu existovala alternativa nátěru hnědou barvou, která byla využívána spíše u společností StEG a Südbahn.

#### perioda Id 1891–1913
Postupné zestátňování soukromých drah (s výjimkou Buštěhradské, Košicko-Bohumínské a Ústecko-teplické dráhy) a jejich přebírání do provozu kkStB. Vývoj lokomotiv na přehřátou páru. Stavba prvních pětispřežních lokomotiv. Lokomotivní konstrukci určuje Karl Golsdorf. Nahrazování starých, od soukromých drah převzatých vozů novými vozidly jednotné stavby. Zavádění automatické sací brzdy, pouze u osobních vozů. První čtyřnápravové osobní vozy. Na přelomu století došlo na ekonomiku nátěrů osobních vozů – byly opuštěny ozdobné linky a černé krycí lišty a cena za nátěr klesla desetkrát.
- 1891 Zahájení provozu lůžkových vozů
- 1894 Zahájení provozu prvních čtyřnápravových osobních vozů Ia délky 17,5–18 m
- 1896 zrušení Generálního ředitelství kkStB a vznik ministerstva železnic.

#### perioda Ie 1913–1921
V podstatě je ukončena stavba nových tratí. Sjednocování návěštění a stavědlových přístrojů. Rozšiřování elektrického osvětlení. Zavádění nekuřáckých vozů.
- 1913 počátek přeznačování všech vozů do nově členěného systému (čísla s pomlčkou).
- 1918 vznik Československých státních drah – ČSD.

### II. epocha od 1921 do roku 1945

#### perioda IIa 1921–1928
Přechod od kkStB na ČSD ve znění vlastnických vztahů a dokončení přeznačování vozidel dle regulí ČSD.  Pokračování výroby vozidel s využitím zkušeností ze stavby vozidel pro K.k.St.B. se zesíleným tažným a narážecím ústrojím.  Zavedení červenohnědého nátěru nákladních vozů. Zelený nátěr bočnic a bílý nátěr střech osobních vozů.
- 1921 Zavedeno označení lokomotiv podle ing. Vojtěcha Kryšpína. První tuzemské lokomotivy, první parní lokomotiva 365.0 vyvinutá v Československu pro ČSD. Nová generace parních lokomotiv pro lokálky – vyjíždí první lokomotivy 423.0 „Velký bejček“.
- 1923 Zestátnění Ústecko-teplické dráhy a Buštěhradské dráhy a integrace jejich tratí pod ČSD.
- 1925 Zahájeno postupné zestátnění všech místních drah. Zavádění tlakové brzdy u osobních vlaků.
- 1926 Zjednodušení řízení dopravy na lokálkách dle Předpisu pro zjednodušenou výpravu vlaků. První světelná návěstidla u ČSD zprovozněna ve výhybně Praha-Vítkov. Zahájení výroby parních rychlíkových lokomotiv 387.0 „Mikádo“ pro hlavní tratě.
- 1927 Zahájení motorizace provozu, první motorové vozy M 120.0 a M 120.1 na lokálce Zaječí – Hodonín. Zahájení autobusové dopravy ČSD na první lince Chrudim – Pardubice, později zahájena i nákladní automobilová doprava ČSD.

#### perioda IIb 1928–1939
Pokusné zavádění světelných návěstidel. Zvýšení podílu nekuřáckých vozů na 1/2.
- 1928 Motorové vozy M 120.3 „Věžák“ přebírají provoz na lokálkách. Elektrifikace pražských nádraží a spojek stejnosměrným proudem o napětí 1500 V, první elektrické lokomotivy a akumulátorové lokomotivy. U lokomotiv 446.0 poprvé nahrazeno acetylénové osvětlení elektrickým o napětí 32V s turbogenerátorem soustavy Sunbeam.
- 1930 Počátek zavádění celoocelové konstrukce vozů.
- 1931 Zavádění tlakové brzdy u nákladních vozů. Označení druhu brzdy na rohovém sloupku vozu.
- 1933 Zahájení výroby parních lokomotiv 464.0 „Ušatá“ pro rychlíky a osobní vlaky na horských tratích.

Převzetí poštovní autobusové dopravy pod ČSD.
- 1934 Síť motorových spěšných vlaků „Modré šípy“ M 274.0, M 273.0 a M 275.0.
- 1936 Zavedení šedého nátěru střech vozů. První světelné přejezdové zabezpečovací zařízení typu Frýba instalované u Závišína na trati Blatná – Březnice. Motorové rychlíky „Slovenská strela“ s motorovými vozy M 290.0 za rekordní čas mezi Bratislavou a Prahou.
- 1938 Skříně motorových vozů mají být od tohoto nařízení natírány červenohnědou barvou podle vzorku č. 1038 firmy Temperol a podokenní lišta barvou žlutou podle vzorku č. 1437/1 firmy Tebas. Ringhofferovy závody na Smíchově dodaly prvních deset vozů třetí třídy s podvozky Rybák s označením Ce 3-3000 až Ce 3-3009.

#### perioda IIc 1939–1945
Rozbití ČSD (ČMD-BMB, SŽ, DR, MÁV). Zavedení pravostranného provozu na silnici. Druhá světová válka. Přeznačení vozidel. Útlum provozu motorových vozů (nedostatek pohonných hmot).  Výroba válečných lokomotiv německé konstrukce.
- 1940 Změna významu barev u návěstidel dle zvyklostí v Německu. Pro návěst „Volno“ byla u nás dříve používána bílá barva a nově zelená. Pro návěst „Pomalu“ („Výstraha“) byla dříve používána barva zelená a nově žlutá, pro návěst „Stůj“ zůstala barva červená. Z Německa byly přebrány i další návěsti, návěstidla (kruhová předvěst) a pravidla s cílem postupného sjednocení provozu na železnici dle německého vzoru. Závory, dříve bílé, nově červeno-bíle pruhované.

### III. epocha od 1945 do roku 1968
Rychlost nákladních vlaků 50 km/h.

#### perioda IIIa 1945–1950
Obnovení ČSD, převzetí vozidel od BMB-ČMD, SŽ, převzetí vozidel zbylých na našem území vlivem druhé světové války. Mezi nimi dominovala řada 555.0, kterou železničáři označovali jako „Němky“, a nacházelo se jich zde 185. Rozsáhlá výroba nových vozidel (např. 534.03 apod.). Vyrobeno 40 tisíc nových nákladních vozů, převážně řad Zsr a Vsr. Řada vozidel v provozu s označením cizích železničních správ nebo kořistním označením SSSR, popř. s dočasným označením ČSD, postupné přeznačování dle zvyklostí ČSD, s menšími odchylkami obnova předválečného uspořádání nápisů na osobních vozech.
- 1948 Zahájeny dodávky motorových vozů M 131.1 „Hurvínek“ pro provoz na lokálkách, celkem bylo vyrobeno 549 kusů. Zestátnění Košicko-bohumínské dráhy a posledních soukromých místních drah.
- 1949 Všeobecně zaveden mezinárodně dohodnutý systém vyznačování základních parametrů na nákladních vozech.1.4.1949 platnost předpisu D 131 „Směrnice pro přeznačení řad nákladních vozů ČSD"   Chladicí vozy dostaly samostatné písmeno L. Nový význam písmene "s" – výsypný,  t značí u dvounápravových vozů ložná hmotnost 19 tun a větší, c — schopný pro zařazení do vlaku o rychlosti až do 100 km/h.  Vyčlenění autobusové a automobilové dopravy do nově vytvořeného národního podniku ČSAD. První motorové vozy M 262.0. Bylo jich vyrobeno celkem 238 kusů.

#### perioda IIIb 1950–1958
- 1950 Zavedení žlutých popisů a změna uspořádání nápisů na vozidlech osobní přepravy, přestává se používat číslo ředitelství drah u označení domovské stanice
- 1951 Zavedení rudých pěticípých hvězd na vozidla, zprvu tence žlutě olemovaných, později bez lemu Pěticípé hvězdy se staly povinnou součástí lokomotiv a motorových vozů s účinností od 1. května 1951. Nařizoval to Předpis A5 – Technická pravidla provozu drah.
- 1952 Zavedení správ drah (Plzeňská, Pražská…), což se promítlo i do popisů a jejich uspořádání, pojem „výtopna“ nahrazen „lokomotivním depem“ – opět se postupně promítlo na vozidlech, na osobních vozech se začal používat obtisk se státním znakem.
- 1952 Zahájení sériových dodávek osmidveřových vozů s elektrickým topením Cai 4.3xxx z vagónky Tatra (v r. 1957 přeznačeny na BAi 4.3xxx, v roce 1968 na Bai 20-22 a v roce 1983 na By) (model Igra 97110002).
- 1953 Instalace prvních světelných návěstidel vzor SSSR, zprovoznění prvního úseku autobloku. Nové návěstní předpisy – zrušení zvoncových návěstí, mechanická odjezdová návěstidla pouze jednoramenná, atd. Zahájena motorizace železnic-dodávka motorových lokomotiv T 434.0. Celkem bylo dodáno 8 kusů.
- 1954 Od 31. 10. 1954 do 1. 7. 1955 zařazeno do služby postupně 15 lokomotiv 498.1(model Trix 25498).
- 1955 Zahájení provozu pod napětím 3kV.
- 1956 Zrušení třetí vozové třídy, přeznačení vozů (původní 2. třída se stala 1. třídou a původní 3. třída se stala 2. třídou).
- 1957 Přečíslování vozů podle určení (pro rychlíky nebo pro osobní vlaky) a příslušnosti k domovským stanicím. Zaveden pojem Vozové depo místo dřívějšího Vozového úseku, zahájení provozu mezinárodního motorového expresu Vindobona.

#### perioda IIIc 1958–1968
Zvýšení podílu nekuřáckých vozů na 2/3.Omezování průvodčích nákladních vlaků.
- 1958 Nové uspořádání nápisů na nových čtyřnápravových osobních vozech, později též částečně aplikováno na některých vozech starších (včetně dvounápravových).
- 1959 Zaveden nový způsob vyznačování parametrů nákladních vozů (tabulka traťových tříd), počátek zavedení nových jednotných návěstních držáků, následně též demontáž žebříků na čelech osobních vozů. Na osobních vozech se přestal používat státní znak.
- 1959 Založení podniku ČSD-JLV pro provoz jídelních a lůžkových vozů
- 1960 Odstraňování „lvíčků“ z hnacích vozidel, náhrada označením ČSD, přestal se používat poštovní znak (státní znak a trubka s ozdobami) na poštovních vozech, postupné doplňování nového státního znaku („pavézy“) na  salonních vozech.
- 1960 zahájeny dodávky čtyřdveřových vozů Bai z vagónky Tatra.
- 1960 vyroben prototyp lokomotivy ČKD s kývačkovými podvozky T 435.0087 výrobní číslo 4914 ("agrárník") a umístěn do LD Praha-Vršovice. Tento prototyp byl průlomem v konstrukci podvozků ČKD.
- 1962 Zahájen provoz čtyřdílných patrových jednotek Bp
- 1962 Nové návěstní předpisy, zavedení rychlostní soustavy, návěstidla jsou předvěstí následujícího návěstidla
- 1963 Zrušení dosavadních správ drah, odstranění údajů (Ústecká dráha, Pražská dráha apod.) z popisů vozů a s tím související úprava rozmístění nápisů, na hnacích vozidlech byly posléze aplikovány nápisy Severozápadní, Střední dráha apod.
- 1964 Zahájeny první dodávky osobních vozů UIC-Y (nejdříve ABa) z vagónky Waggonbau Bautzen, kde byly prvně použity zalamovací dveře.
- 1964 Zahájení provozu OPW.
- 1964 Zahájení výroby lokomotiv T 478.1. Celkem bylo vyrobeno 230 kusů.
- 1965 Oficiální zavedení odlišení v řadovém označování střídavých elektrických lokomotiv písmenem S (dosud všechny elektrické loko E bez rozlišení), doplnění písmene U k úzkorozchodným hnacím vozidlům moderních trakcí a doplnění druhu trakce u elektrických vozů ) a písmena N u nemotorových vozů v jednotkách, přečíslování hnacích vozidel motorových jednotek. Dodávka 2. série jednotek Bp s oddílem vlakvedoucího.
- 1966 Na mezinárodní motorový expres Vindobona nasazeny motorové jednotky VT 18.16.
- 1966 Zahájeny dodávky vozů Bai se zalamovacími dveřmi z vagónky Ganz.

### IV. epocha od 1968 do 1992
Postupná výměna kruhových nárazníků za podlouhlé. Zrušení předpisu o ochranných vozech, služební vozy se postupně objevují i jinde, než na začátku vlaku. Ukončení provozu služebních vozů u Pn vlaků. Ukončení funkce návěstníka. Postupné rozšiřování rychlostní soustavy návěstidel.

#### perioda IVa 1968–1975
- 1968 Zavedení 12místného mezinárodního číselného označování vozů (od 1967), které bylo postupně aplikováno na vozech – nejprve u vozů z novovýroby, pak u vozů pro mezinárodní provoz, později pro vnitrostátní provoz. S původními čísly ponechány jen úzkorozchodné vozy a patrové jednotky. Jiné rozmístění nápisů, v některých případech aplikované u osobních vozů ještě se starými čísly. Zavedeno mezinárodní řadové označení nákladních vozů, národní značení psáno za lomítkem. Nové přejezdové zabezpečovací zařízení AŽD 71. Zahájena výroba lokomotiv T 478.3. Bylo vyrobeno celkem 408 kusů. Po invazi vojsk Varšavské smlouvy v roce 1968 snímání rudých hvězd z vozidel, na vozidlech dočasně hesla vyzývající okupační vojska k odchodu a nejednotně aplikované různé symboly.
- 1969 Nové motorové vozy M 296.1 jsou od 1. srpna 1969 do roku 1972 nasazeny na mezinárodní motorový expres Vindobona Berlín – Praha – Vídeň.
- 1970–1975 Zjednodušování barevných nátěrů vozidel při dílenských opravách, na hnací vozidla návrat rudých hvězd, postupně a zpravidla menší velikosti. Zavádění prvních „unifikovaných nátěrů“ na vozidla, např. celozelené stejnosměrné elektrické lokomotivy. Pro naprostou nezřetelnost v provozu potom doplňovány oranžovými výstražnými proužky na čelech, posléze úpravy takto unifikovaných nátěrů aplikací krémové barvy ve středových partiích vozidel. Doplňování číslic 0 do inventárních čísel řadového označení na čtyřmístná při výměně řadových tabulek (nejčastěji za lité), na čelech motorových vozů při obnovách nátěrů. Masívnější zavádění hranatých nárazníků na vozidla, které zčásti probíhalo již v druhé polovině 60. let. U osobních vozů se na čelech přestává vyznačovat vozová skupina.
- 11.prosince 1970 při železničním neštěstíu Říkonína zahynulo v prvním voze za lokomotivou 31 lidí. Stalo se tak krátce po zrušení ochranných vozů za lokomotivou.
- 1973 Vyroben první motorový vůz M 152.0. Celkem bylo pro ČSD vyrobeno 678 kusů pro normální rozchod kolejí.

15.5.1973 v České Lípě zrušena poslední uhelná 555.0259.
- 1974 25. května na Západní expres nasazeny vozy DB Bm 235 modro-krémové barvy.

28. prosince zařazeny do služby ČSD první dvousystémové lokomotivy Škoda ES 499.0

#### perioda IVb 1975–1985
Zatlačování parní trakce na podružné výkony. Zvýšení podílu nekuřáckých vozů na 3/4. Nahrazování nápisů kuřáci/nekuřáci piktogramem.
- 1975  5. července lokomotiva 498.103 naposledy nasazena na Ex 459 Norimberk-Praha.
- 1975 22. srpna zahájen provoz Lokomotivy T 499.0 (Praha-Beroun).
- 1975 zahájení provozu policejních vozů ve žluto-bílem provedení
- 1976 ČSD převzaly první dodávku vozů délky 26,5 m (vozy Bap pro Posázavský pacifik z vagónky Görlitz).
- 1977 Zavedení jednotných nátěrů hnacích vozidel, stejnosměrné lokomotivy celozelené, motorové červené.
- 1978 Ukončení provozu Albatrosů- 498.106 na osobních vlacích Brno-Přerov.
- 1978 Na podzim do LD Praha-střed dodány lokomotivy E 499.2 (po rekonstrukci 151) Banán
- 1980 Ukončen provoz parních lokomotiv v depech Plzeň, Jaroměř a Sokolov. Byly vyrobeny dva prototypy lokomotivy ES 499.1. Později bylo vyrobeno celkem 181 kusů. Ukončen provoz lokomotiv T 499.0 (LD Děčín).
- 1981 – 1982 Aplikace „zkušebních“ oranžových výstražných pruhů na vozidla (do unifikovaných nátěrů vzor 1977).
- 1981 1. dubna poslední jízda lokomotivy 556.0506 na Ex Vindobona v úseku České Velenice-Gmund. Tím byl definitivně ukončen pravidelný parní provoz v síti ČSD.
- 1982 Přečíslování a změny mezinárodního řadového označení u části nákladních vozů v důsledku změn a upřesnění mezinárodního systému. Původní národní řadové označení bylo dále uváděno odděleně a menším písmem v závorce. Odstranění označení druhu brzdy na rohovém sloupku vozu.
- 1983 Zavedení mezinárodního řadového označení osobních vozů, národní řadové označení u osobních vozů zaniklo. Všeobecné zavádění 30 cm širokých oranžových a žlutých pruhů na čelech hnacích vozidel pro jejich lepší viditelnost. Vydána nová norma na nápisy na osobních vozech, všeobecné zavedení piktogramů místo textů na jídelních, lůžkových a lehátkových vozech.
- 1984 Dodávka desetikusové ověřovací série lokomotivy ES 499.1. Dodávka 20 vozů řady BRcm (kombinovaný lehátkový a bufetový vůz, čísla 51 54 85-40 000 až 019), které na naše koleje přinesly celou řadu nových konstrukčních prvků, jako podvozky typu GP 200 S, kotoučovou brzdu, předsuvné dveře, dobíjení baterií měničem z vysokonapěťového kabelu (dříve byly baterie dobíjeny za jízdy alternátorem, nebo dynamem od kol)
- 1985 Dodávka posledních vozů se zalamovacími dveřmi.

#### perioda IVc 1985–1992
- 1986 Na podzim dodávka prvních 60 vozů řady Bmee (čísla 50 54 21-38 001 až 060) s podvozky typu GP 200 S, kotoučovou brzdou, a předsuvnými dveřmi. Střecha vozů byla světle šedá, podvozky a veškerá zařízení na spodku vozu byla černá. Bočnice byly tmavě zelené se širokým žlutým pruhem v podokenní části. Nápisy v tomto pruhu (vlastnická značka, číslo a řada vozu) byly černé, ostatní nápisy byly žluté. Zahájeny dodávky vozů Gbkkgs (spěšninové a poštovní vozy).
- 1987 Zavádění nového loga ČSD v oválné podobě na hnacích vozidlech a některých osobních vozech, na nákladních se nadále používalo písmenné označení ČSD ve stávající úpravě. Dodávka 40 vozů řady Amee  (50 54 11-38 001 až 040) a dalších 30 vozů řady Bmee (inventární čísla 061 až 090). Na ně pak ještě navázala série 84 vozů se služebním oddílem, a to řady BDmee (51 54 82-70 001 až 074) a BDmeer (51 54 82-70 075 až 084). Tyto vyzy již měly nové provedení vlastnické značky s oválným lemováním.
- 1988 Zavedení nového označení hnacích vozidel ČSD a opuštění systému ing. Kryšpína. Další unifikace nátěrů hnacích vozidel, tentokrát šlo zejména o všeobecné zavedení 60 cm širokých žlutých pruhů kolem celé skříně.
- 1989 Zahájena dodávka vozů Bymee (Honeckerova pomsta), které měly dobíjení baterií měničem CZE z vysokonapěťového kabelu.
- 1990 Změna barvy popisů u vozů osobní přepravy (osobní, lehátkové, lůžkové, restaurační, služební, poštovní, přípojné) ze žluté na bílou. Zavádění původních nátěrů hnacích vozidlech, často doplněných žlutými výstražnými pruhy šíře 300 mm na čelech, příp. 600 mm okolo obvodu,  zavádění zcela atypických nátěrů na hnacích vozidlech. Změna řadového označení velké části osobních vozů v důsledku změny významu písmena „m“ v mezinárodním systému – délka vozu větší než 24,5 m (u některých vozů pro mezinárodní provoz aplikováno již dříve), u nákladních vozů se přestává používat národní řadové značení.
- 1991 Postupné nahrazování žluté barvy ve výstražných pruzích krémovou – nejdříve u vozidel z výroby, později i při opravách. Zkušební zavádění nových nátěrů osobních vozů.
- 1992 V prosinci  provedeno dělení parku nákladních vozů mezi ČR a SR, zavedení přechodného označení nálepkami „C“ a „S“ do doby, než došlo k fyzickému přeznačení vlastnické železniční správy.

### V. epocha od roku 1993 do roku 2006
Provoz EC a IC vlaků. Útlum provozu na místních drahách. Stavba železničních koridorů. Volná tvorba v barevném řešení vozidel. Výskyt grafiti na vozidlech a zařízení. Názvy stanic bílé na modrém podkladě. Zavádění výhradně elektrického vytápění vlaků. Ukončení řazení služebních vozů za lokomotivou.

#### perioda Va 1993–2003
- 1993 Rozdělení ČSD na ČD a ŽSR, vznik nových log.
- 1993 Zrušen pravidelný provoz parního topení.
- 1994 Postupné přeznačování přípojných vozů do systému „lokomotivního označování“. Omezení provozu vlakové pošty.
- 1995 Vznik DKV, částečné pokusy o unifikaci nátěru; jednotlivých DKV.
- 1997  28. září nabyl platnosti předpis ČD D 21 "Předpis pro zabezpečení vlakové dopravy osobními vozy", který upravil označování vozů. Opět zavedena unifikace nátěrů všech vozidel. Pro většinu řad to znamenalo vytoužený návrat k barevným schématům z výroby, u některých ve zjednodušené podobě (např. E loko, M vozy). Zaveden jednotný nátěr osobních vozů, u něhož došlo k částečnému barevnému rozlišení mezi vozy pro mezinárodní a vnitrostátní přepravu. Jednalo se o bílý nátěr vozu s barevným pruhem přes okna. Nátěry přípojných vozů byly po dlouhých letech sladěny s motorovými vozy.
- 1997 ukončení používání třaskavek
- 1999 29. května ukončen provoz vlakové pošty.
- 2001 Úpravy v řadovém označení vozů, např. Baafx, nově Btax; zavedení číselného rozlišovacího kódu v případech, kdy stejné řadové označení mělo více typů a variant vozů.
- 2002 4. prosince 2002 bylo u ČD po 40 letech ukončeno pravidelné provozní nasazení čtyřdílných patrových jednotek Btjo (původně Bp)

#### perioda Vb 2003–2007
- 2003 Vydána nová norma pro vnější barevné řešení železničních kolejových vozidel. U lokomotiv přesně definovala rozvržení barevných ploch pro jednotlivé typy, zpravidla vycházející z původních nátěrů, u osobních v podstatě zakotvila barevné řešení aplikované od roku 1997. Posun se dvěma bílými světly (dříve s jedním). Zavadění dálkových světel dole (dříve reflekor nahoře).
- 2004 4.prosince České dráhy zrušily přepravu cestovních zavazadel a spěšnin (ředitel Petr Kousal). Zrušeno 16 spěšninových Nex vlaků.
- 2006 Záhájeny seriové dodávky jednotek 814 (Regionova).

### VI. epocha od roku 2007
Postupné označovaní vozidel mezinárodním označením v nezkrácené variantě na rámech vozidel.
- 2007 Koncem tohoto roku došlo k rozdělení ČD na ČD provozující osobní přepravu a ČD Cargo provozující nákladní přepravu, zavedení mezinárodních označení v nezkrácené variantě na hnacích vozidlech, stávající tabulky řadového označení ponechány. Nová dvanáctimístná čísla lokomotivního systému aplikována u některých přípojných a řídicích vozů.
- 2007 1. září zrušeny kuřácké vozy na mezinárodních vlacích. 9. prosince zcela zrušeny kuřácké vozy.
- 2008 Zavedení firemních nátěrů, nejprve ČD Cargo a později také u ČD, nová loga ČD Cargo.
- 2009 Přečíslování všech samostatných přípojných a řídicích vozů podle nových mezinárodních pravidel (TSI); všeobecné zavedení číselného kódu typu u všech vozů,zahájení zavádění nátěrů Najbrt.
- 2010 Změna původně chybně určených číselných intervalů u řídicích vozů.
- 2010 30. dubna rebranding společnosti OKD Doprava a.s. na AWT a.s.
- 2011  Zahájení pravidelného provozu společnosti RegioJet na trase Praha – Ostrava – Žilina – Košice.
- 2013  Zahájení provozu společnosti Arriva vlaky s.r.o.
- 2014  Zahájen provoz lokomotiv Vectron společností Regiojet.
- 2015  Zahájen provoz lokomotiv 386 (Traxx F 140 MS) společnosti Metrans, zahájen provoz lokomotiv 193 (Vectron) společností LokoTrain.
- 2017  Zahájen provoz lokomotiv Vectron společností ČD, zahájen provoz lokomotiv 365 (Class12) společnosti IDS Cargo.
- 2017  9. prosince ukončena přeprava zásilek ČD kurýr a InterKurýr.
- 2018  Zahájen provoz lokomotiv Traxx MS 2 společnosti Regiojet.
- 2019  2. října rebranding společnosti AWT na PKP Cargo International.
- 2019  V prosinci společnost Arriva vlaky s.r.o. zahajuje provoz rychlíků R21,R22,R24 a R26
- 2020  Změna názvu SŽDC na SŽ.
- 2020  V dubnu zahájena přeprava zásilek společností Leo Express
- 2023  V dubnu ukončení provozu samostatných poštovních vlaků
- 2025 7.března ukončen z Prahy do Děčína pravidelný provoz lokomotiv 151 (dříve E499.2) Banán.